# Bokuzen Hidari
Bokuzen Hidari (左卜全 Hidari Bokuzen?, n. 20 februarie 1894, Prefectura Saitama, Japonia – d. 26 mai 1971, Tōkyō, Japonia) a fost un actor japonez de film, cunoscut pentru apariția sa în filmele lui Akira Kurosawa. Numele lui adevărat este Ichirō Mikashima (三ヶ島一郎 Mikashima Ichirō?).

## Biografie
S-a născut în 1894 în satul Kotesashi (inclus acum în orașul Tokorozawa), districtul Iruma, prefectura Saitama, Japonia. În tinerețea sa a fost pasionat de balet și de operă și s-a gândit să urmeze studii de balet la Moscova. A devenit actor de teatru la începutul anilor 1920 și a debutat în film abia în 1949.
A jucat în mai multe filme ale lui Akira Kurosawa, printre care Ikiru (1952), Cei șapte samurai (1954) și Azilul de noapte (1957). Hidari a jucat rolurile unor oameni umili și asupriți și, deși era abstinent, a devenit celebru pentru interpretarea convingătoare a unor scene de beție (ca, de exemplu, în Ikiru). Unul din rolurile sale cele mai cunoscute este cel al săteanului fricos Yohei din filmul Cei șapte samurai. Istoricul de film Stuart Galbraith IV îl descria astfel: „Bokuzen Hidai în rolul greului de cap Yohei fură atenția în fiecare scenă în care apare: țăranul năuc Yohei este o victimă pentru omul dintr-o bucată interpretat de Mifune, iar scenele în care cei doi apar împreună sunt neprețuite. Totuși, el este mai mult decât un țopârlan de care să râzi. Ajungem să-l iubim la fel ca pe Mifune, iar moartea lui este printre cele mai dureroase. Hidari (1894-1971), cu fața sa asemănătoare cu cea a lui Emmett Kelly, pare să se fi născut un bătrân cu față tristă”.
Apariția sa în filmul lui Kurosawa l-a făcut cunoscut publicului și a determinat distribuirea sa în multe filme, unde juca roluri de țărani și bunici dezorientați. A jucat în anii 1950 și 1960 în numeroase filme de diferite genuri, care erau produse de mai multe companii. Rolurile sale erau minore, dar stârneau râsul spectatorilor. În Daikaiju Gamera (1965) apare doar 20 de secunde în rolul unui bătrân hazliu, dar oferă filmului o pată de culoare necesară.
Bokuzen Hidari a apărut în peste 160 de filme între 1950 și 1971. A murit în anul 1971. Fața sa ridată și mimica sa expresivă i-au adus o mare popularitate, iar spectatorii au continuat să-l amintească și să-l regrete la mulți ani după moartea lui.

## Filmografie selectivă
- 1950: Scandale (醜聞 Shūbun?), regizat de Akira Kurosawa - bețiv[11]
- 1951: Hakuchi (白痴 Hakuchi?), regizat de Akira Kurosawa - Karube[12]
- 1951: La Vie d'un marchand de chevaux (馬喰一代 Bakurō ichidai?), regizat de Keigo Kimura[13]
- 1952: Vivre (生きる Ikiru?), regizat de Akira Kurosawa - Ohara[14]
- 1952: The Man Who Came to Port (港へ来た男 Minato e kita otoko?), regizat de Ishirō Honda[15]
- 1952: La Belle et le Voleur (美女と盗賊 Bijo to tozoku?), regizat de Keigo Kimura
- 1954: Cei șapte samurai (七人の侍 Shichinin no samurai?), regizat de Akira Kurosawa - săteanul Yohei[16]
- 1955: Journal d'un policier (警察日記 Keisatsu nikki?), regizat de Seiji Hisamatsu
- 1955: Maternité éternelle (乳房よ永遠なれ Chibusa yo eien nare?), regizat de Kinuyo Tanaka - soțul lui Hide
- 1956: L'Étrange amour de la femme blanche (白夫人の妖恋 Byaku fujin no yoren?), regizat de Shirō Toyoda
- 1957: Azilul de noapte (どん底 Donzoko?), regizat de Akira Kurosawa - bătrânul pelerin Kahei[17]
- 1957: Une femme indomptable (あらくれ Arakure?), regizat de Mikio Naruse
- 1958: Omul cu ricșa (無法松の一生 Muhomatsu no issho?), regizat de Hiroshi Inagaki - crâșmarul[18]
- 1959: The Three Treasures (日本誕生 Nippon Tanjō?), regizat de Hiroshi Inagaki[19]
- 1959: Le Sifflement de Kotan (コタンの口笛 Kotan no kuchibue?), regizat de Mikio Naruse
- 1961: Gen et la sculpture de Bouddha (ゲンと不動明王 Gen to fudōmyō'o?), regizat de Hiroshi Inagaki[20]
- 1965: Barbă Roșie (赤ひげ Akahige?), regizat de Akira Kurosawa - pacient[21]
- 1965: Sugata Sanshiro (姿三四郎 Sugata Sanshirō?), regizat de Seiichirō Uchikawa - preot[21]
- 1969: Leul roșu (赤毛 Akage?), regizat de Kihachi Okamoto - țăran[22]
- 1970: Otoko wa tsurai yo: Fūten no Tora (男はつらいよ フーテンの寅?), regizat de Azuma Morisaki - Toru

## Legături externe
- Bokuzen Hidari la Internet Movie Database
- Bokuzen Hidari pe Japanese Movie Database